# Escut antic de Fígols de Tremp

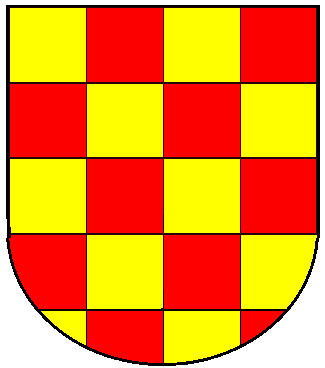
Escut antic de Fígols de Tremp

Antic escut municipal de Fígols de Tremp o Fígols de la Conca, al Pallars Jussà. Perdé la seva vigència el 1970, amb l'agregació de l'antic terme de Fígols de Tremp a Tremp.
Aquest antic terme s'havia anomenat en un primer moment Castissent, per esdevenir més tard Eroles, abans d'anomenar-se, fins a la seva dissolució, Fígols de Tremp. L'origen de l'escut es deu a Eroles, atès que reprodueix l'escut d'armes dels barons d'Eroles.

## Descripció heràldica
Escacat, d'or i de gules.